# Hocus Pocus (zespół muzyczny)
Hocus Pocus jest hip-hopową grupą z Nantes we Francji. Tworzy muzykę z pogranicza hip-hopu, jazzu, soulu i funku. Zespół został założony w 1995 roku przez 20syla. Prawdziwą popularność przyniosła zespołowi wydana w 2005 roku płyta 73 Touches i pochodzący z niej singiel Hip Hop? z gościnnym udziałem The Procussions.

## Historia
Pierwotnie grupa składa się tylko z dwóch MC's: Cambia'i i 20syla. W 1996 roku ukazał się ich pierwszy mixtape Première Formule, składający się z czterech utworów. Całość została zarejestrowana na kasecie magnetofonowej. W roku 1997 do zespołu dołączył DJ Greem. Efektem ich współpracy stał się album Seconde Formule wydany w 1998 roku. Jednak szybko okazało się, że konfiguracja z jednym DJ-em i dwójką raperów na scenie nie funkcjonuje tak jak powinna. 20syl zajął się wtedy własnymi projektami, podczas gdy DJ Greem skupił się na współpracy z DJ-em Atomem w ramach kolektywu Coups2Cross. W 2000 roku wspomniana dwójka ponownie nawiązała współpracę.
W 2002 roku, poszerzony o nowych członków zespół, wydaje nakładem wytwórni On&On album Acoustic HipHop Quintet. Składający się z ośmiu utworów krążek zdobywa większy rozgłos niż spodziewali się jego twórcy. Zespół kontynuuje więc współpracę, czego efektem jest wydany w 2005 roku album 73 Touches. Początkowo na krążku znajduje się 13 utworów. Jednak w 2006 roku po jego dużym sukcesie zdecydowano się na reedycję poszerzoną o dodatkowe 7 kompozycji.
W maju 2007 roku ukazał się singiel Vocab! z gościnnym udziałem T Love i The Procussions, a następnie Smile nagrany wspólnie z Omarem. Oba single zapowiadały wydany 8 października 2007 roku album Place 54. Jak dotychczas ostatnią pozycją w dyskografii zespołu jest płyta 16 Pièces wydana 15 marca 2010 roku.

## Koncerty w Polsce
Zespół raz wystąpił w Polsce. Koncert miał miejsce w Warszawie, 8 maja 2011 roku, w ramach imprezy Warsaw Challenge w Parku Sowińskiego

## Członkowie
- 20syl - rap, wokal
- Matthieu Lelièvre - gitara
- Hervé Godard - gitara basowa
- Antoine Saint-Jean - perkusja
- DJ Greem - gramofony

### Byli członkowie
- Cambia - rap
- Yves-Dominique Richard
- Yannick Busi

## Dyskografia

### Albumy
- Première Formule (mixtape - 1996)
- Seconde Formule (1998)
- Acoustic HipHop Quintet (2002)
- 73 Touches (2005)
- Place 54 (2007)
- 16 Pièces (2010)

### Single
- On and On maxisingiel (październik 2001)
- Conscient maxisingiel (styczeń 2003)
- On and On - Part 2 maxisingiel (grudzień 2004)